# Karl Schwabe (Pilot)

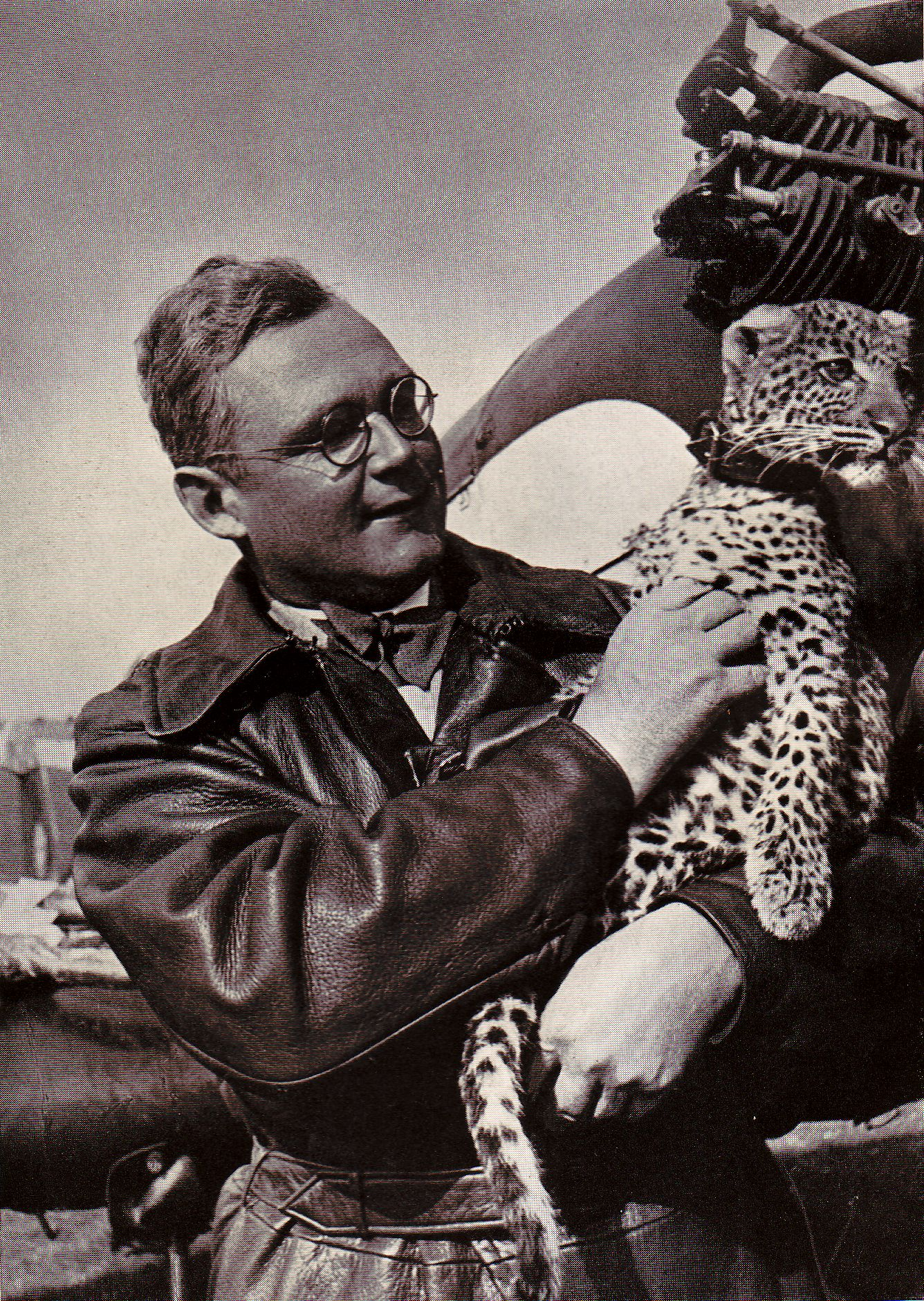
Karl Schwabe während seines ersten Afrikafluges (1932)

Karl Paul Christian Wilhelm Schwabe (* 14. Januar 1897 in Schweinfurt; † 30. August 1937 in der Ostsee nordwestlich Stralsund) war ein deutscher Sportpilot.
Die vier herausragenden Ereignisse seiner kurzen Pilotenkarriere waren:
- 1933: Hindenburg-Pokal, für Afrika-Flug, 30.000 km, mit einer Klemm KL 32
- 1934: Kairo-Oasenrundflug, 2. Preis, mit einer Klemm KL 32 mit einem 150-PS-Siemens-Motor
- 1935: Fernflug München–Kapstadt 15.000 km, mit einer Klemm KL 32
- 1937: Start zum Oasenrundflug, mit einer KL 32 mit Sh 14 (ausgeschieden nach Überschlag wegen Reifenschadens).

## Leben
Von Beruf war Karl Schwabe Kürschnermeister mit einem Pelzgeschäft und angeschlossener Werkstatt in Garmisch-Partenkirchen.
In den ersten Jahren nach dem Ersten Weltkrieg hatte sich Schwabe als „Herrenfahrer“ dem Autorennsport gewidmet. Er hatte einige Erfolge und bekam vom Bayerischen Automobil-Klub das goldene Sportabzeichen. Als die Geschwindigkeitsvorgaben für die Rennen immer mehr angehoben wurden, konnte er sich die dafür benötigten Wagen nicht mehr leisten und beschränkte sich auf Funktionärstätigkeiten bei Rennen. Als, wie er meinte, „einziger Sport, der noch zeitgemäß sei“, kam er dann zu dem, damals noch erschwinglicheren, in den Anfängen befindlichen Sportfliegen, bei dem er zusätzlich von einem Flugzeugunternehmen unterstützt wurde. Dies kam nicht von ungefähr, bereits sein Vater, ebenfalls Kürschner, hatte sich um 1919 in der Rhön im Flugsport betätigt.
Karl Schwabe begann seine Flugausbildung im Juli 1932  an der Zivilfliegerschule in Würzburg. Sein Fluglehrer war der Pour-le-Mérite-Flieger und Leiter der Flugschule, Robert Ritter von Greim, der 1929 auch Elly Beinhorn das Fliegen lehrte. Da Schwabe ein schlechter Flugschüler war, erhielt er erst nach der doppelten Ausbildungszeit Ende 1932 das Flugzeugführerzeugnis „A II“, das ihn zum Führen von einmotorigen ein- bis dreisitzigen Flugzeugen mit einer Startmasse von bis zu 1000 kg berechtigte. Schon im Februar 1933 vollbrachte er seine erste große Flugleistung mit einem Flug von München nach Daressalam im ehemaligen Deutsch-Ostafrika mit einer Klemm L 26 a II mit einem Siemens-Halske-Sh-13a-Motor mit 61 kW (82 PS). In den ehemaligen deutschen Kolonien wurde er begeistert empfangen.
Im Dezember 1933 flog er zusammen mit seinem Begleiter Michl Schmitt mit einer Klemm L 32 a XIV nach Kairo und errang dort 1934, als einziger Deutscher unter 36 Teilnehmern, den zweiten Preis beim Oasenflugwettbewerb. Bereits beim Flug nach Kairo gerieten sie wegen schlechten Wetters in große Gefahr. Eigentlich waren 61 Teilnehmer gemeldet, der Rest war wegen der Witterungsbedingungen nicht erschienen. Den ersten Platz belegte erwartungsgemäß McPherson mit der einzigen zweimotorigen Maschine des Rennens, der englischen De Havilland „Dragon“. Die anfangs verbreitete Nachricht, Schwabe hätte den zweiten Platz errungen, obwohl er einem Flugkameraden zu Hilfe geeilt wäre, beruhte auf einer Falschmeldung der Rennleitung. In Musina, Provinz Limpopo, Südafrika, wurde er durch orkanartige Stürme zu einer, allerdings problemlosen, Notlandung gezwungen.
Nach dem Wettflug in Kairo besuchte Schwabe, jetzt ohne seinen Flugbegleiter Michl Schmitt, zusammen mit dem Jagdflieger und Präsidenten des Deutschen Luftsport-Verbandes Bruno Loerzer, in Alexandrien die Eltern von Rudolf Heß, Hitlers Stellvertreter. Von dort flog er mit diversen Zwischenstationen bis nach Kapstadt, wo er im April 1933 eintraf. Er kehrte von hier nach Deutschland mit der Eisenbahn zurück, da der Wüstensand seinen Motor dermaßen verschlissen hatte, dass das dadurch während des Fluges austretende Öl innerhalb kurzer Zeit die Windschutzscheibe undurchsichtig machte. Am 10. Mai 1933 wurde Schwabe während der Rückkehr von seinem Afrikaflug vom italienischen Ministerpräsidenten Benito Mussolini zu einer Audienz empfangen.
Für die großen flugsportlichen Leistungen von insgesamt 26.000 Kilometern erhielt Schwabe 1933 den mit 10.000 Mark dotierten „Hindenburg-Pokal“. Von Bruno Loerzer bekam er folgenden Glückwunsch: „Das Hindenburg-Pokal-Preisgericht hat Ihnen für Ihre besonderen flugsportlichen Leistungen im Jahre 1933, welche wertvollste Förderung des Ansehens deutschen Luftsports bedeuteten, den mit dem Namen unseres großen verewigten Feldmarschalls verbundenen Preis für 1933 zuerkannt. Ich beglückwünsche Sie herzlichst in der Gewißheit, daß diese Anerkennung dem ganzen deutschen Luftsport Ansporn zu weiteren großen Leistungen ist“.
Im Januar 1935 startete Schwabe seinen dritten Afrikaflug, diesmal als Vertreter des Deutschen Luftsportbundes und als Werbung für den deutschen Flugsport. Der Flug ging, unter vielen Widrigkeiten, erneut bis nach Kapstadt. Auf dem Nachhauseflug wurde er in Tripolis vom Präsidenten des tripolitanischen Aeroclubs angesprochen, ob er an dem in wenigen Tagen stattfindenden Sahara-Flugwettbewerb „L’avio raduno sahariano“ teilnehmen wolle. Spontan sagte er seine Teilnahme zu seinem bis dahin anstrengendsten Flugabenteuer zu. Mit vorgeschriebenen zwei, schnell gefundenen, Flugbegleitern, dem deutschen Konsul in Ägypten und einem ehemaligen italienischen Flugzeugmechaniker, bereitete er sich auf den überraschenden Wettkampf vor. Die Flugstrecke wurde während des Wettbewerbs spontan verkürzt, da in einem Teilgebiet der Gibli wütet, ein Sandsturm in einem Ausmaß, der ein Fliegen eigentlich unmöglich machte. Durch ein Versehen wurde Schwabe davon nicht benachrichtigt. Völlig unerwartet geriet er mit seinen Passagieren in eine lebensbedrohliche Situation. Bei unmenschlicher Hitze kämpfte er sich durch den Wüstensturm. Da man an den Zwischenstationen nun nicht auf ihr Kommen vorbereitet war, erhielten sie dort keine Getränke oder sonstige Hilfen und waren, bei einer Austrocknung durch die begleitende mörderische Hitze, kurz vor dem Verdursten. Eine gute Platzierung erreicht er nicht, die an dem Wettbewerb teilnehmenden Flugzeuge waren seiner Klemm großteils in der Leistung bereits weit überlegen, eine gleiche, schnelle technische Weiterentwicklung wie im Rennsport hatte begonnen.
1937 nahm Schwabe, mit vier anderen deutschen Fliegern, darunter die populäre Elly Beinhorn, noch einmal am Oasenflug teil. Der Oasenflug 1937 war der letzte von insgesamt drei vom Ägyptischen Aeroclub international ausgeschriebenen Flugwettbewerbe. Er fand vom 22. bis 26. Februar 1937 statt. Immer wieder kam es dabei zu Startschwierigkeiten wegen schlechter und weicher Pisten und nicht voll abrufbarer Motorleistung. Karl Schwabe beschädigte beim Start in Dhakla sein Fahrgestell und wusste, dass er bei der nächsten Landung einen Überschlag erleiden könnte. Er entschloss sich mit seiner Klemm beim nächsten Landepunkt weiter außerhalb des Flugfeldes zu landen, um die anderen Teilnehmer nicht zu gefährden. Er überschlug sich tatsächlich, blieb aber unverletzt und schied aus dem Wettbewerb aus.
Karl Schwabe setzte sich gegen Ende der 1930er Jahre maßgeblich, allerdings erfolglos, für die Errichtung eines Flughafens in Garmisch oder in Partenkirchen ein. Lediglich in den 1950er Jahren gab es kurzzeitig einen Flugplatz.
Sein Ziel, „noch einmal rund um den Erdball schwirren“, konnte er nicht erreichen. Am 30. August 1937 stürzte Karl Schwabe, während einer Übung als Offizier des Beurlaubtenstandes der Luftwaffe, nordwestlich von Stralsund in die Ostsee. Die Ursache des Absturzes blieb ungeklärt.
Der von den Nationalsozialisten ermordete Philipp Manes, wie Schwabe ein Mitglied der Pelzbranche, schrieb 1941: „Dieser junge, vielversprechende Kürschnermeister, der in Garmisch-Partenkirchen sich ein reizendes, modernstes Geschäft eingerichtet hatte, wollte in der stillen Zeit hinaus in die weite Welt und wählte dazu das Flugzeug. Ehre und Anerkennung erntete er in reichstem Maße. Leider ist er allzu früh gestorben, von einem Fluge über die Ostsee, den er als Soldat zu leisten hatte, ist er nicht heimgekehrt“.

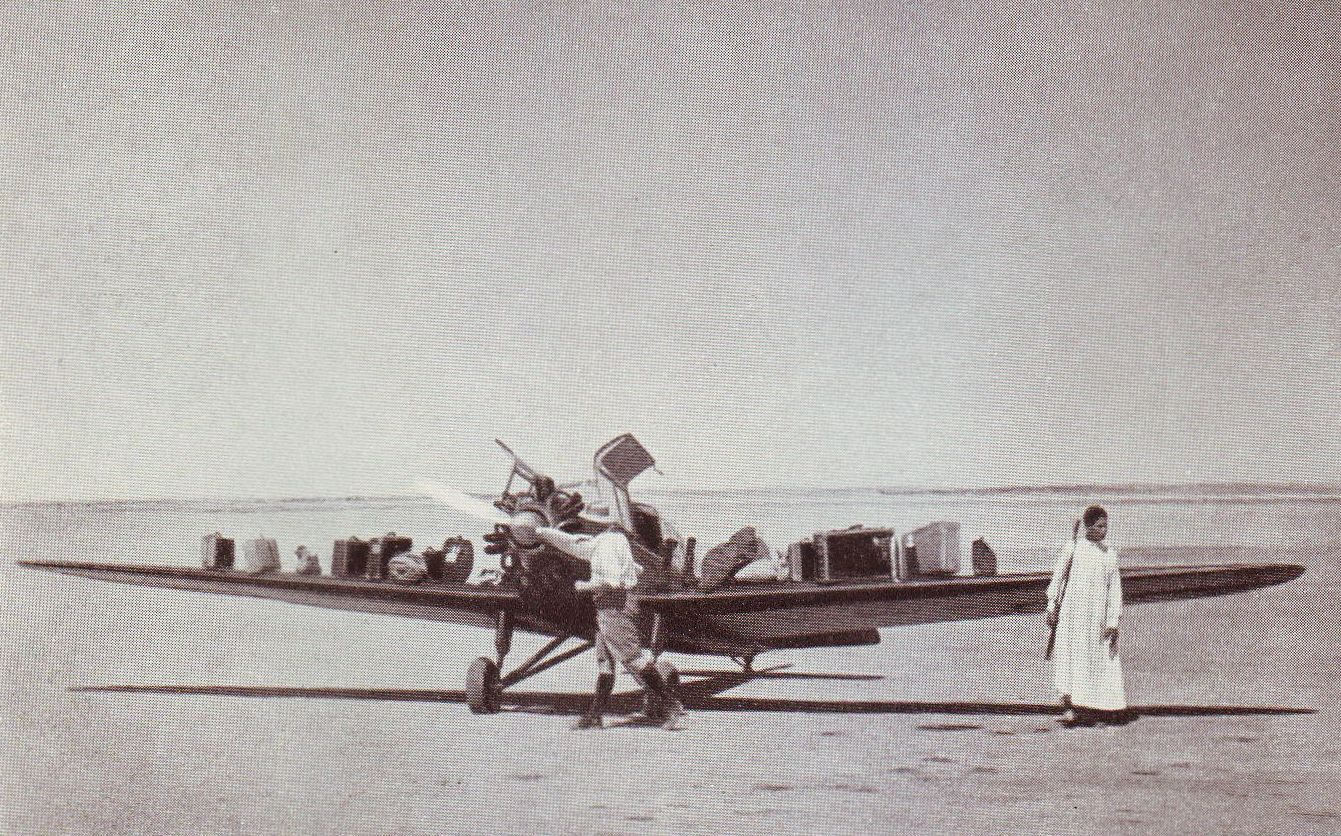
„Was die Maschine auf dem Afrikaflug alles schleppen mußte“
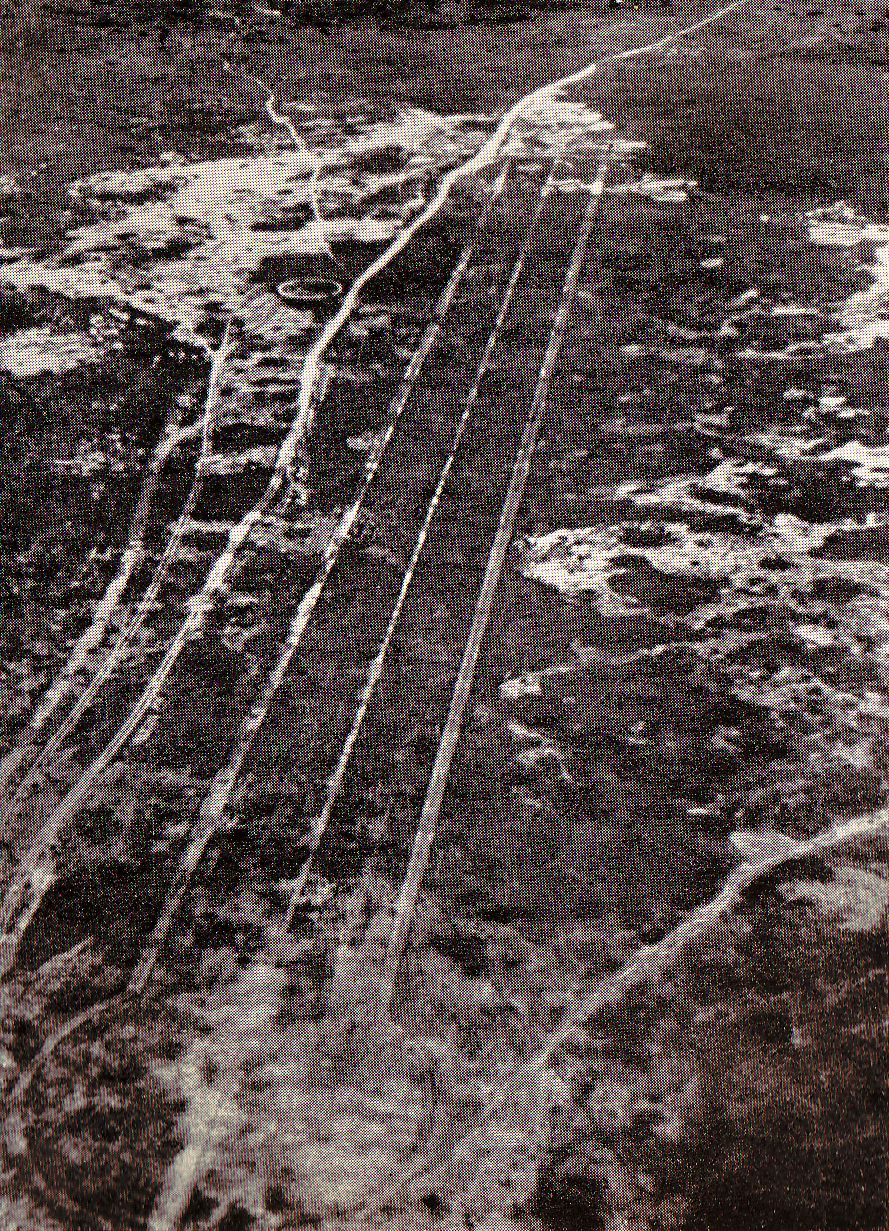
„Der Flugplatz von Juba während der Regenzeit …“
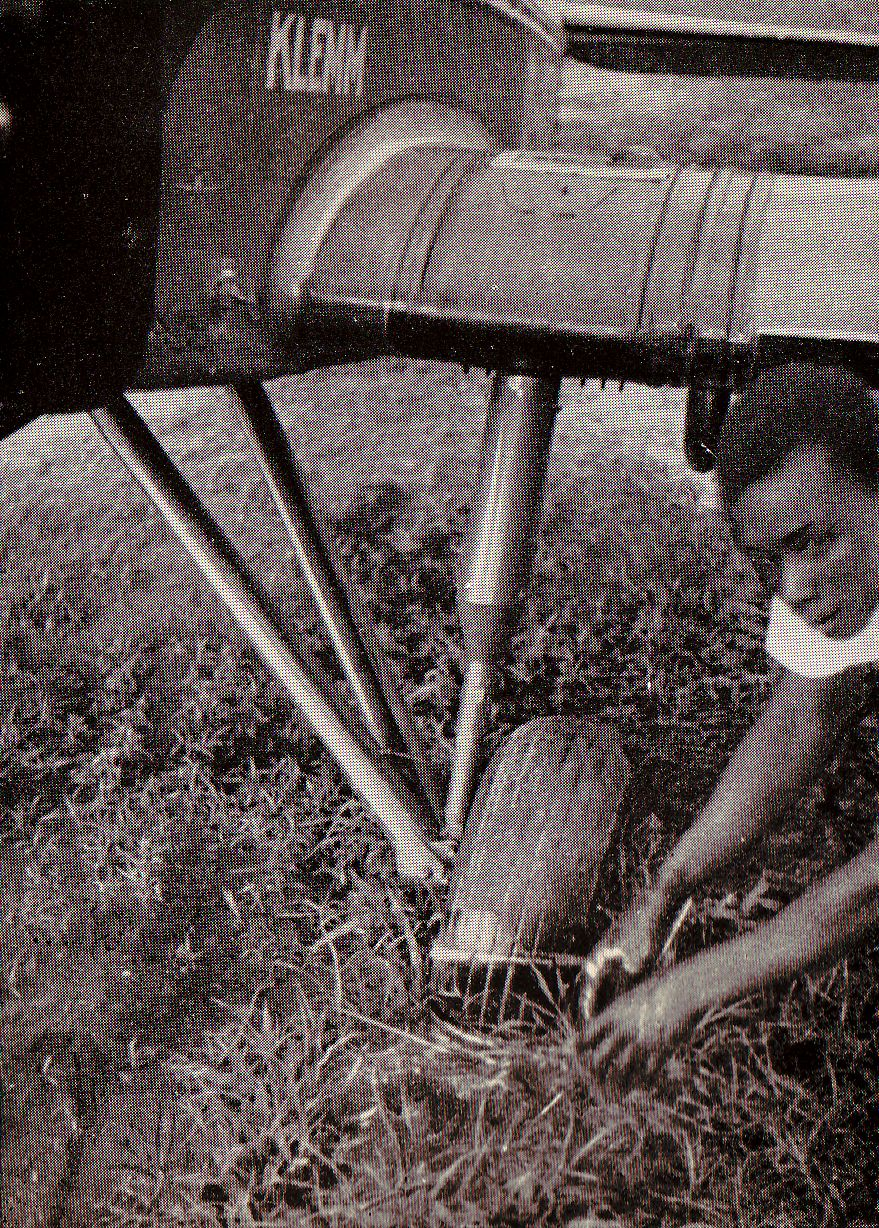
„… und was einem dabei passiert“
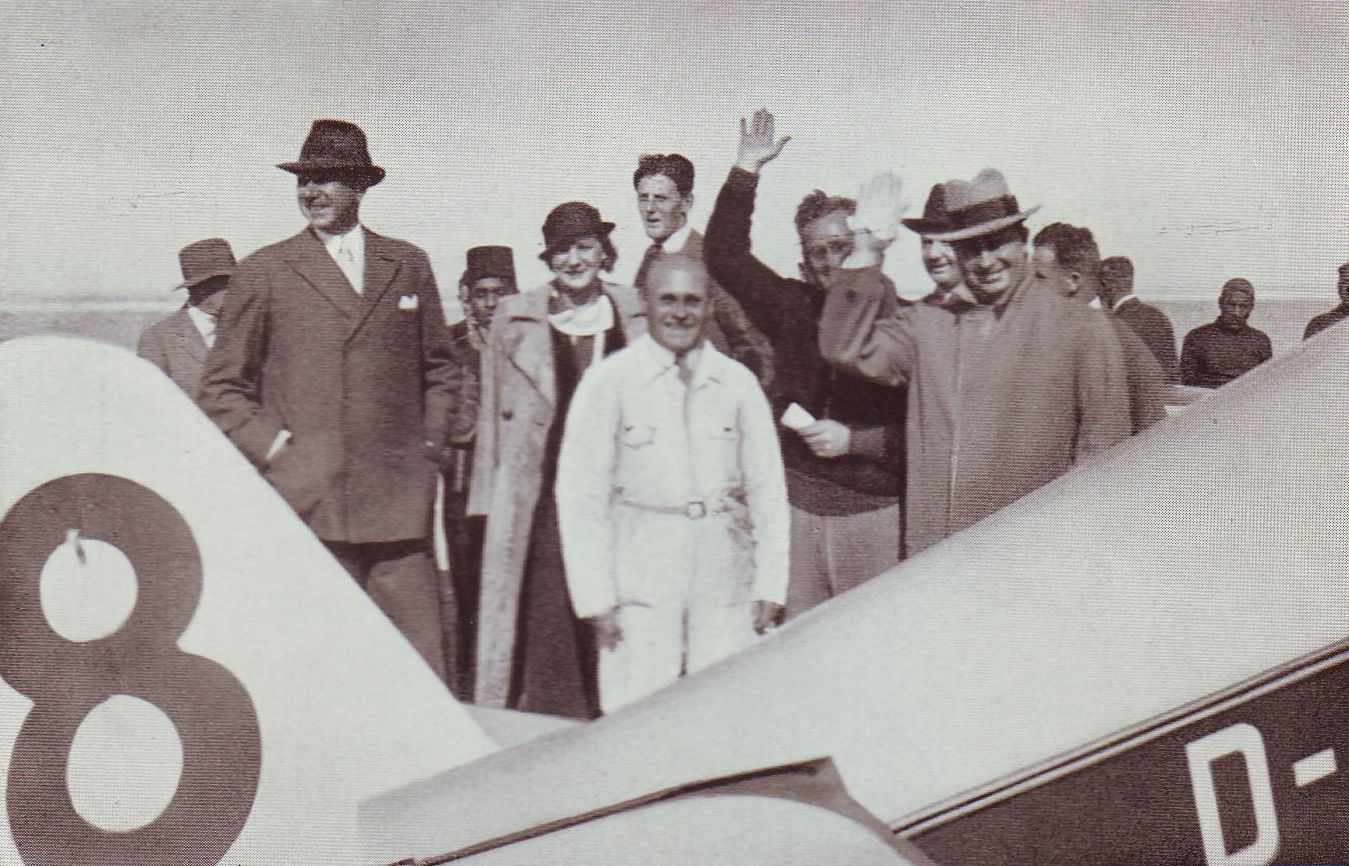
„Nach dem Sieg: der deutsche Gesandte Herr von Stohrer, seine Gattin, Begleiter Michl Schmitt, Karl Schwabe und Fritze Siebel“

## Der Sohn Max Schwabe
Der Sohn Max (Maximilian Friedrich Wilhelm) Schwabe (* 4. April 1929 in Partenkirchen; † 6. März 1970 nahe La Punt Chamues-ch) hatte von seinem Vater Karl die Leidenschaft für das Fliegen übernommen und trotz dessen tödlichen Absturz beibehalten. Max Schwabe begründete und leitete von 1957 bis zu seinem Tod am 6. März 1970 die Münchner Bavaria Fluggesellschaft Schwabe & Co. In Rom, wo er seit April 1950 bis mindestens 1958 seinen Wohnsitz hatte, war Schwabe Chef einer Konfektionsfirma für Damenoberbekleidung.
Bei einem von ihm gesteuerten Flug ins Engadin stürzte er mit seiner Frau Angela Dege (* 1941 aus Wiedenbrück), seinen vier Töchtern Martina (* 1965), Petra (* 1965), Nicole (* 1967) und Cecilia (* 1969) und weiteren Personen wegen eines Turbinenschadens bei La Punt Chamues-ch ab. Copilot war der 31-jährige Klaus-Dieter von Held. Keiner der elf Insassen überlebte.

## Die Kürschnerfamilie Schwabe
Der Kürschnermeister und Amateurpilot Karl Schwabe stammt aus einer Kürschnerfamilie. Sein Vater war der Kürschnermeister Paul Friedrich Schwabe (* 21. Juni 1860 in Eich (Treuen); † 14. Februar 1939 in München). Karls Mutter Maria, geborene Sauer starb vermutlich vor 1920, denn Paul Friedrich Schwabe heiratete 1920 Elisabeth (* 1871; ↑ 1961).
Der Vater, Kommerzienrat Paul F. Schwabe, war Inhaber vom Pelzhaus Schwabe in München. Im Münchner Adressbuch des Jahres 1915 steht er verzeichnet als Kaufmann, Kürschnermeister und Königlich Bayerischer Hoflieferant Paul Friedr. Schwabe, Trogerstraße 32 2. Gleichzeitig war er der Inhaber vom Pelz-Spezialhaus Bayer. Löwe, Karlsplatz 6 und zusätzlich der Firma Adolf Fleischmann.
Karl Schwabe hatte wohl zwei Geschwister, Bruder Friedrich Schwabe (* 1. Oktober 1891 in Schweinfurt) und Schwester Henrietta. In den bayerischen Kriegsranglisten und -stammrollen ist der Kaufmann Karl Schwabe (* 14. Januar 1897 in Schweinfurt) noch mit der elterlichen Münchener Adresse verzeichnet, Karlplatz 6/4. In den Kriegsstammrollen ist Karl Schwabes militärischer Werdegang als Kriegsfreiwilliger vom 22. November 1915 bis zur Entlassung am 24. Juni 1919, „mit Schußnarben am r. Handgelenk“, sehr detailliert festgehalten. Man erfährt dort unter anderem, dass der spätere Privat-Autorennfahrer, „von schlanker Gestalt“, am 19. Oktober 1916 zur Etappen-Kraftwagen-Kolonne 13 kam, am 11. April 1917 zur Armee-Kraftwagen-Kolonne 271, am 27. Mai 1917 zum Rekruten-Depot der Kraftfahr-Ersatz-Abteilung 1 wegen der Teilnahme an einem Offiziers-Aspiranten-Kurs, von wo er am 5. September 1917 zu seiner Armee-Kraftwagen-Kolonne zurückkehrte.
Im Münchner Adressbuch des Jahres 1930 stehen mehrere Eintragungen zu Mitgliedern der Schwabe-Kürschner:
Der Kaufmann Karl Schwabe, Steinsdorfstraße 120.
Kommerzienrat Paul Schwabe, Inhaber der Firma Pelzmodehaus Paul F. Schwabe, Innstraße 30 u. 1.
Paul F. Schwabe, Pelzmodehaus Hoflieferant, eigene Großkürschnerei, Kaufingerstraße 230 und 1 (Inhaber Paul F. Schwabe, Kommerzienrat, Wohnung Innstraße 3). Am 2. November 1986 wird anlässlich des Wechsels eines Kommandantisten als neue Firmenbezeichnung im Handelsregister eingetragen: Pelzmode-Haus Schwabe, Paul F. Schwabe GmbH. & Co. KG.
Walter Schwabe, Pelzzurichterei und Pelzfärberei, Rumfordstraße 360, Wohnung Daiserstraße 122, RG. 
Walter Schwabe (* 28. Juli 1895 in Gotha), war eigentlich ein gelernter Kürschner. Seine Eltern, der Arbeiter Emil Schwabe und die Näherin Ida geb. Werlich kamen aus Schkeuditz, einer der wesentlichen Orte um das Welthandelszentrum für Pelzfelle, dem Leipziger Brühl, in dem sich um diese Zeit am fließenden Wasser der Weißen Elster Pelzveredlungsunternehmen angesiedelt hatten. Das Gerben und Zurichten war ursprünglich eine der Aufgaben der Kürschnerei. Mit der außergewöhnlich großen Zunahme der Pelznachfrage hatte sich jedoch die Kürschnerei, die Anfertigung von Pelzen, in den vorangegangenen Jahrzehnten zumeist von den gerbenden und veredelnden Handwerkern getrennt. Walter Schwabe betrieb in München, mit der Adresse Rumfordstraße, einen Pelzveredlungsbetrieb, der die Felle gerbte und gegebenenfalls bereits auch färbte. Im Jahr 1931 bezeichnete sich die Walter Schwabe & Co. GmbH. als die „älteste und größte Pelzzurichterei und Färberei Süddeutschlands“. Somit deckten die Mitglieder der Familie Schwabe immer noch das gesamte Gebiet der Pelzbranche, vom Gerben der Felle über die Herstellung einfacher und exklusiver Pelze bis zu deren Verkauf ab. Vor seiner Selbständigkeit, nach der Entlassung aus dem Militärdienst – er war im Juni 1916 an den Kämpfen bei Verdun beteiligt – war er bei der Firma Schmidt & Cie., Rumfordstraße 36 beschäftigt. 1950 befand sich das Pelzveredlungsunternehmen Walter Schwabe & Co. in der Münchener Infanteriestraße 5.
In Garmisch-Partenkirchen betrieb Karl Schwabe in der Ludwigstraße 33, neben dem ehemaligen Gasthaus Adlwärth, seine 1922 gegründete kleine Pelzwarenhandlung. Die Familie besaß den „Cecilienhof“, Anzlesau Nr. 2, oberhalb und inmitten der heute noch „Schwabekurve“ genannten, unfallträchtigen ehemaligen S-Kurve, heute begradigt und verbreitert. Das noch bestehende Haus wurde Mitte der 1920er Jahre von Adelaide C. Brown erbaut. Ihre Familie hatte sich ein Vermögen auf den Fleischmärkten in Chicago verdient. Ihre Tochter (Adeline Franzes) Cecile Brown (* 12. Dezember 1907; † 4. Juli 1930), „ein bildhübsches Mädchen“, heiratete im Januar 1928 in St. Giles, Camptdon, London den Kürschner Karl Schwabe. Die junge Mutter starb bereits 15 Monate nach der Geburt des Sohnes (Friedrich Wilhelm) Max. Die Mutter von Cecile (Cecilia) war die Adelaide Reeve Brown, geborene Coolbaugh, die Ehefrau des Chicagoer Rechtsanwalts James Edgar Brown.
Nachfolger in der Ludwigstraße wurde das Pelzhaus Stempfle; 1990 befand sich dort das Einrichtungshaus Dahlmeier, das dort 2018 noch Büro und Werkstätten unterhält.
Den Hamburger Passagierlisten ist zu entnehmen, dass am 28. Februar 1924 ein Karl Schwabe, alleinstehend, Kaufmann, etwa 27 Jahre alt, Wohnort Partenkirchen, sich auf der „Cleveland“ nach New York einschiffte.
Ein Onkel von Karl Schwabe, Karl Louis Schwabe (* 1854 in Eich (Treuen); † 10. November 1921 in York, England), seit 1891 bei den Freimaurern (Agricola Lodge) und von Beruf Kürschner, wanderte nach England aus und wurde dort 1878 eingebürgert. Seine Ehefrau war Ada Schwabe (* 1855 in Wansford, Yorkshire). Im Jahr 1911 befand sich der vormals selbständige 57-Jährige in York im Ruhestand. Im selben Haushalt wohnte zu der Zeit der 18-jährige Sohn Henry, als Berufsbezeichnung war angegeben „drapery (assistent)“. Sein weiterer Sohn war der in York geborene Kürschner Alfred Schwabe; eine Tochter, Ethel Mary Schwabe, geboren in York, war im Jahr 1901 zwanzig Jahre alt.

## Werke
3 × Afrika – Flugreisen des Hindenburgpokal-Preisträgers Karl Schwabe nach Afrika. 1933, 1934 und 1935. Verlag Josef Kösel & Friedrich Pustet, München 1935